# Luke Whitehead
Luke Edward Whitehead (Walnut Creek, 9 febbraio 1981) è un ex cestista statunitense, professionista nella NBDL, in Germania ed in Australia.

## Carriera

### High School e college
Ha giocato per tre anni alla St. Ignatius High School di San Francisco, trasferendosi successivamente alla Oak Hill Academy di Mouth of Wilson per il suo ultimo anno; ad Oak Hill ha tenuto medie di 16,1 punti e 7,6 rimbalzi a partita, contribuendo così al raggiungimento di un bilancio di 30 vittorie sulle 32 partite giocate dalla squadra nell'arco della stagione. Successivamente ha giocato nella NCAA a Louisville dal 2000 al 2004, dove ha giocato 119 partite con medie complessive nell'arco del quadriennio di 9,1 punti, 5,6 rimbalzi, 1,4 assist ed 1 palla recuperata a partita.

### Professionista
Si è dichiarato eleggibile per il Draft NBA 2004, nel quale non è stato selezionato da nessuna delle 30 squadre NBA. Dopo aver giocato la Summer League ed aver effettuato alcuni provini con varie squadre NBA (tra cui i Los Angeles Clippers), nella stagione 2004-05 gioca con i Kentucky Colonels nella ABA 2000. Successivamente milita nei Daegu Orions e nei Seul SK Knights in Corea del Sud. Nella stagione 2005-06 veste la maglia dell'ALba Berlino, una delle principali squadre del campionato tedesco (con cui vinca anche una Coppa di Germania), mentre nella stagione 2006-2007 milita in NBDL nei Sioux Falls Skyforce, giocando 8 partite con medie di 11,5 punti, 4,5 rimbalzi, 1,4 assist ed 1,4 palle recuperate in 24 minuti a partita. Nella stagione 2007-2008 gioca 10 partite con medie di 4,8 punti e 2,9 rimbalzi in 13,2 minuti di media a partita negli Iowa Energy, ancora in NBDL. Gioca un altro anno, in Australia nei Gold Coast Blaze, per poi ritirarsi nel 2009.

## Palmarès
- Coppa di Germania: 1

Alba Berlino: 2006